# Mildred J. Hill
Mildred Jane Hill, née le 27 juin 1859 et morte le 5 juin 1916, est une autrice-compositrice et musicologue américaine. Elle est célèbre pour avoir composé la mélodie Good Morning to All, plus tard utilisée pour la chanson Joyeux Anniversaire.

## Biographie
Mildred Jane Hill est née à Louisville dans le Kentucky. Elle est l'aînée de deux sœurs, Patty et Jessica. Elle apprend la musique de son père, Calvin Cody, et d'Adolph Weidig.
Il est rapporté qu'elle est enseignante d'école maternelle et d'école du dimanche, comme sa sœur cadette Patty. Cependant,  Robert Brauneis, après avoir fait des recherches approfondies sur la famille Hill, conclut qu'elle n'était en réalité pas une enseignante de maternelle. 
Elle travaille dans la musique, l'enseignement, la composition, l'interprétation et se spécialise dans l'étude du negro spiritual. Mildred et sa sœur Patty sont honorées à l'Exposition universelle de Chicago de 1893 pour leur travail dans le programme d'éducation progressive de la maternelle expérimentale à la Louisville Experimental Kindergarten School.
Elle a écrit sur la musique en utilisant le nom de plume Johann Tonsor. Son article de 1892 "Negro Music", suggérant que le corps existant de la musique noire serait la base d'un style musical américain distinctif, influence Antonin Dvořák lorsqu'il compose la Symphonie no 9.
Elle meurt à Chicago en 1916, bien avant que sa chanson ne devienne célèbre. Elle est enterrée avec sa sœur au cimetière Cave Hill à Louisville, dans le Kentucky.
Les manuscrits et articles de Mildred Hill sont conservés à la bibliothèque musicale l'Université de Louisville.

## Joyeux anniversaire
Les sœurs Hill composent la chanson Good Morning to All dont Mildred écrit la mélodie et Patty les paroles,. La chanson est publiée pour la première fois en 1893 dans Song Stories for the Kindergarten comme une chanson de salutation que les enseignants peuvent chanter à leurs élèves. Song Stories for the Kindergarten reçoit plus de 20 éditions et est traduit en français, allemand, espagnol, chinois, japonais et suédois.
Joyeux Anniversaire apparaît pour la première fois en 1912 en utilisant la mélodie de "Good Morning to All" avec des paroles différentes. Sa popularité continue de croître dans les années 1930, sans qu'un auteur soit identifié pour les nouvelles paroles, ni crédit accordé pour la mélodie de Good Morning to You. Grâce aux enregistrements de copyright de 1935 par la société Summy et une série d'affaires judiciaires, les sœurs sont connues comme les autrices de la chanson. 

## Postérité
Elle et sa sœur sont intronisées à titre posthume au Songwriters Hall of Fame le 12 juin 1996.